# Гуфье де Бониве, Гийом
Гильом Гуффье, сеньор де Бонниве и Буаси (фр. Guillaume Gouffier, seigneur de Bonnivet; ок. 1488 — 24 февраля 1525) — французский вельможа и военный из рода Гуфье, особо приближенный к королю Франциску I, адмирал Франции (1515 год), основатель Гавра (1517), командующий французскими армиями в Итальянских кампаниях 1523—1525 годов. Двоюродный брат Анн I де Монморанси.

## Биография
Гуффье воспитывался вместе с будущим королём и в юном возрасте отличился при осаде Генуи.
Поначалу выполнял конфиденциальные дипломатические поручения короля. В частности, ездил в Англию для подкупа кардинала Уолси. В 1519 году неудачно агитировал за избрание Франциска императором Священной Римской империи. Как фаворит Луизы Савойской он убедил мать короля в необходимости опалы коннетабля Бурбона и фактически добился его изгнания из пределов Франции.
После смерти в 1523 году маршала Лотрека сменил его во главе итальянской армии, но был вытеснен из Италии (потеряв среди прочих и неустрашимого Баярда).
В 1525 году, по сведениям Брантома, именно он ввязал короля в битву при Павии и, предчувствуя катастрофу, бросился в гущу боя, снискав таким образом смерть героя.
Среди его многочисленных пассий Брантом называет графиню де Шатобриан и Маргариту Наваррскую (см. 4-ю новеллу «Гептамерона»).

## Источник
- Биография в Британской энциклопедии (1911)